# 约翰-迈克尔·莱尔斯
约翰-迈克尔·莱尔斯（英語：John-Michael Liles，1980年11月25日—），美国男子冰球运动员，场上位置是后卫。他曾代表美国国家队参加2006年冬季奥林匹克运动会冰球比赛，获得第8名。